# Zeithain
Zeithain est une commune de Saxe (Allemagne), située dans l'arrondissement de Meissen, dans le district de Dresde.

## Personnalités liées à la ville
- Wolfgang Paul (1913-1993), physicien né à Lorenzkirch.
- Max Hoelz (1889-1933), homme politique né à Zeithain.